# Bucknell (Shropshire)
Pour les articles homonymes, voir Bucknell.
Bucknell est une paroisse civile et un village du Shropshire, en Angleterre.